# 김동만 (식품공학자)
김동만(1955년 5월 11일~)은 대한민국의 식품공학자 겸 대학 교수, 준정부기관인 출신이다.
그는 2020년 8월 이후부터 우송대학교 명예교수, 2021년 2월 이후부터 공주대학교 석좌교수 등을 지내고 있다.
이른바 신선농산물 수확 후 관리 분야에서 대한민국 국내 최고 수준의 전문가이기도 하다. 1980년 한국과학기술연구원(KIST) 식품공학연구실에서 신선 농산물 저장유통분야의 연구를 시작했다. 1988년 이후에는 한국식품연구원에 재직하면서 신선농산물의 처리, 포장, 저장, 유통기술 분야의 연구 개발 및 현장 기술보급을 국내, 국외에서 추진하였다. 210여 편의 연구보고서, 50여 편의 국내외 특허, 230여 편의 연구논문을 발표하였으며 한-아세안 FTA협력사업 디렉터, 한국식품연구원 융합기술연구본부장, 한국식품저장유통학회 부회장, KOICA 전문위원 등을 역임하였다.

## 성과

### 농가용 표준과실저장고 개발 및 보급
아무리 질 좋은 농산물 수확 이후에도 관리기술이 매우 후진적이었던 1980년대 초, 한국 농촌 실정을 고려한 과일 저장시설 개발을 위하여 독일기술협력청의 지원을 받아 농가현장에서 경제적이고 효율적으로 활용할 수 있는 농가형 과실저장고를 개발하였다. 개발기술은 건설부의「과실저장고 표준설계도」로 공인 받아 전국농업기술자 협회와 함께 전국 2만여 과수농가에 보급한 바 있으며, 전국농기술자협회로부터 감사패를 수여 받았다. 또한 이 기술을 기반으로 하여 낙후된 제주도의 감귤저장시설 개선을 위한 ‘제주지역에 적합한 농가형 표준 감귤저장고’를 개발(1984)하였고, 이 또한 건설부로부터 표준설계도로 공인(1984)받아 제주지역에 보급하였다. 이후 이 기술은 1994년 GTZ에 의해 중국의 과일 저장을 위한 적정기술로 선정되어 중국정부기관인 중국과품연구(中國果品硏究)편집부에 의해 중국어로 번역 현지 보급되었으며, 유엔농업식량기구의 저개발국 과실 저장을 위한 추천모델로 제시되어 있다.

### 신선도 연장 MA저장기술 및 기능성 MA포장재 개발
농산물의 신선도유지를 위한 MA저장 및 저장 중 생리장해방지 등에 관한 연구 등을 지속적으로 수행하여 농산물 저장 유통기술 기반을 강화하는데 기여하였다. 참다래, 딸기, 버섯류 등의 신선 농산물의 유통기간 연장을 통한 부가가치 제고를 위해 PE필름을 이용한 MA포장 유통기술을 개발하여 현장에 보급하였다. 또한 과실류 등 신선농산물의 저장, 유통 중 선도를 보다 효과적으로 연장키 위해 기능성 MA포장재의 개발연구를 통하여 MA포장 부문의 기술 기반 강화에 노력하였다. 기본 PE필름의 탄산가스와 산소의 투과도를 목적에 적합토록 조절한 제올라이트 투입 필름, 항균성소재를 첨가한 기능성 필름을 개발하였으며, 사과, 배, 감귤, 참외, 복숭아등 과일의 선도연장 효과를 검증하였다. 이와 더불어 과일 채소 저장 시 품질에 악영향을 미치는 에틸렌을 효과적으로 제거할 수 있는 소포장형태의 제품을 개발하여 농협 및 농민 단체에 기술을 보급하였다.

### 마늘 및 단감의 생리장해 현상 규명
저장 마늘에서 발생하는 녹변현상의 원인을 규명하여 학술지 게제 및 언론 매체를 통하여 홍보함으로써 소비자의 녹변 마늘의 안전성에 대한 의구심을 해소하였고 단감의 저장 중 발생하는 과육갈변 현상의 원인을 규명하여 저장 중 갈변 발생으로 인한 단감생산 농민의 손실발생을 경감해 주었다.

### 중온 열수 침지처리에 의한 과일의 품질 유지 기술연구
과일의 저장 유통 중 품질 저하를 방지키 위한 수단으로 대부분 저온 처리를 적용하고 있었다. 대상 과일을 45~50°C의 물에 일정시간 침지를 하면 과일은 생체로서 존재키 위해 heat shock에 대한 새로운 방어 대사시스템이 작동될 것이라는 가설 하에, 이러한 처리가 과일의 신선도 유지에 미치는 영향을 연구하였다. 1990년 미국 뉴욕 주에서 생산된 12품종의 사과를 대상으로 실험하였던바 품종에 따라 적정 처리온도 및 처리시간이 다르고, 처리 후 발현되는 효과도 다름을 밝혔다. 즉, 사과를 적정온도에서 일정시간 동안 중온 열수 침지처리를 하면 과일의 호흡율, 갈변 및 연화를 상당히 억제시킬 수 있을 뿐만 아니라, 표면 미생물의 수를 줄이는 효과도 얻을 수 있었다. 이후 이러한 원리를 이용하여 과일 및 채소류의 신선도 연장을 위해 다방면에서 연구가 시행되고 있다.

### 사과의 새로운 검역처리기술 개발
중온 열수 침지처리에 의한 과일의 선도 유지 효과 연구결과를 바탕으로 사과의 수출을 위한 검역 시 결정적 장애요인인 응애(mite) 문제를 해결키 위해 효과적인 중온열수처리방법을 개발하였고, 사과의 재배 시 사과 꼭지부위에 하얗게 덮인 먼지 등의 이물질로 인한 소비자 불만 해소를 위해 미립소자를 이용한 고압세척처리 방법을 개발하여 현장에 보급한 바가 있다.

### 오디의 선도연장기술
건강 기능식품소재로 널리 이용되는 뽕나무 열매인 오디에 곰팡이가 생기는 것을 방지하는 기술을 개발하였다. 오디의 표면에 증식하는 곰팡이는 변질된 농식품에서 많이 나타나는 회색곰팡이류로 수확 후 반나절이 지나면 대부분의 표면에 곰팡이가 눈에 보일 정도로 빠르게 증식하는데, 개발된 신기술을 이용해 오디에 탄산가스를 처리하면 유통과정 중 신선도를 2일 이상 지속시킬 수 있고 처리 후 저온 보관 시에는 3주 이상까지 늘릴 수 있다.

### 한국-필리핀 과일저장 공동연구
1990년대 후반 김동만 박사팀은 필리핀 식품개발센터와 함께섭씨 15도의 저온에서 최고 35일까지 망고를 신선하게 저장할 수 있는 포장기술을 개발하였다. 조지프 에스트라다 필리핀 대통령은 이에 감사의 서한을 보내었다.

### 농산물 품질의 객관적 평가 및 계량화 기술개발
품질은 주로 외관중심의 주관적인 방식에 의해 평가됨에 따라 동일 농산물이더라도 생산, 유통, 소비단계 등 각 유통주체간 품질에 대한 이견이 종종 발생하고 있다. 사과, 배, 감귤 등 주요 과일류의 품종 및 지역별 품질을 수년간 조사하고 이의 분포를 분석하여 우리의 실정에 맞는 품질등급규격을 개발하여, 이를 농산물표준 품질규격 개정에 적용토록 하였다. 유통주체 모두가 객관적으로 수용할 수 있는 ‘품질’이라는 개념의 정립과 결정인자들의 도출하고 이를 계량화함으로써 인터넷 상거래 등에 적합한 새로운 개념의 품질규격개발 연구를 수행하고 있다.

### 신선편이 농산물 처리, 유통기술개발
한편 신선농산물의 부가가치창출 및 소비자의 사용상 편의성을 부여한 신선 편이 식품화 기술개발 및 보급에도 노력하였다. 이 분야는 국내에서는 처음 시도한 새로운 분야로서 1990년 초부터 관심을 갖고 연구 및 기술 개발을 수행하였다. 특히, 이 기술개발 및 연구 초기 이러한 제품군을‘전처리 채소’등으로 불렸는데‘신선편이농산물’이라는 용어를 창안하여 통일화함으로써 이 제품군이 소비자 친화형 식품군으로 부상될 수 있도록 하였다. 2005년도에는 대부분 소규모의 영세 가공업체를 규합하여 (사)한국신선편이농산물협회 발족을 도왔으며, 이후 GMP모델개발, 현장 기술지도, 각종 세미나 및 워크숍 등을 개최하여 관련제품의 품질 및 안전성 증진에 기여하였다.

### 소포장 세척 수삼 처리, 유통기술개발
수삼(水蔘)은 고가 농산물인데도 대부분 흙이 묻은 채로 거래되고 있고, 규격, 포장, 품질, 거래 단위 등의 측면에서 낙후되어 있었다. 건강 증진에 대한 소비자의 욕구가 증가함에 따라 수삼의 수요가 꾸준히 증가하는 추세에 부응키 위해 수삼의 장기 저장기술, 소비자 친화형 소포장 세척 수삼제조기술과, 이의 안정적 유통 기술을 연구 개발하였다.

### 한-아세안 FTA협력사업(ASEAN-ROK Program)

#### 한-아세안 신선 농산물 유통기술 협력
1980대 초기 독일 GTZ로부터 한국농촌 개발을 위해 농산물 유통기술을 지원받았던 경험을 바탕으로, 경제적으로나 기술적으로 뒤처진 동남아 국가와 신선농산물 수확후 관리기술 협력사업을 1994년부터 수행하였다. 양자 간 협력사업으로는 필리핀(FDC), 베트남(NACENTECH), 캄보디아(CADRI), 인도네시아(PAJAJALAN UNIV.), 미얀마, 아제르바이잔 등 해당국의 여건을 고려한 적정기술을 공동개발 전수하였으며, 이러한 사업을 통하여 필리핀 대통령 및 베트남 정부로부터 각각 감사패 및 공로훈장을 수상하였다. 또한 다자간 협력사업으로 싱가포르(AVA) 등 10개 ASEAN회원국을 대상으로 초청연수를 실시하여 300여명의 전문인력을 배출하였고, 50여명의 관련 전문가를 회원국의 요청에 따라 파견하여 현지 여건에 맞는 적정기술을 전수하여 해당국 농산물 수확후 관리기술 기반 구축에 기여하였다.

#### 미얀마 농산물 수확후 관리기술 훈련센터 건립
2011년부터는 협력방식을 이를 보다 확대발전시켜 ASEAN회원국 중 최빈국인 미얀마의 농산물 수확후 30-70%에 달하는 손실을 최소화하기 위해 한국국제협력단(KOICA)의 지원으로‘미얀마 농산물 수확후 관리기술 훈련센타’설립 및 운영을 위한 건축, 기자재지원 및 교수진 양성 사업을 총괄 완수하였고, 2015년 1월부터 미얀마 농업관개부가 인수 받아 자체적으로 운영하고 있다. 김동만은 미얀마 정부로부터 미얀마 농산물 유통구조 개선 및 관련 기술 기반 구축에 기여한 공로를 인정 받아 2015년 3월 2일 「농민의 날」 행사에 니안툰 부통령으로부터 미얀마정부 표창장을 받았다.

## 교육
동국대학교, 우송대학교, 공주대학교 및 중국 하북성 농림과학원 (Hebei Academy of Agriculture and Forestry) 등에서 강의하였다.

## 경력
- 1980년 8월: 한국과학기술원(KIST)식품공학연구실(선임연구원)
- 1982년 6월: 독일연방 영양연구소(Karlsluhe, 방문연구원)
- 1988년 5월: 한국식품연구원(책임연구원)
- 1994년 10월: 한국원예저장유통연구회 상임이사
- 1995년 9월: 한-Philippines, 한-Vietnam 농산물 유통기술 개발 연구 책임자
- 1997년 10월: APEC내 ATC 한국위원(식품가공, 저장, 유통분야)
- 1997년 4월: 농림부 물류개혁추진위원회 위원
- 2000년 10월: 한국식품연구원 기획조정실장
- 2002년 1월: 한국식품과학회 평의원
- 2002년 1월: 농협중앙회 수확후 관리기술 전문위원
- 2002년 5월: 한-ASEAN 수확후 관리기술 협력 사업책임자
- 2005년 1월: 신선편이식품연구회장(한국식품저장유통학회)
- 2006년 5월: 한-Azerbaijan 농산물 유통기술 협력사업 책임자
- 2007년 11월: 한-Cambodia/Myanmar 유통기술 협력사업 책임자
- 2008년 1월: 한-ASEAN FTA 농산물유통기술 협력사업 책임자
- 2009년 1월: 한국식품저장유통학회 부회장
- 2011년 9월: 한국식품연구원 융합기술연구본부장
- 2011년 9월: KOICA 미얀마 농산물 수확후 관리기술협력 사업 책임자

## 학력
- 1978년 2월: 충남대학교 농과대학 농식품가공학과 농학사
- 1980년 8월: 충남대학교 대학원 농식품공학과 농학 석사
- 1987년 8월: 동국대학교 대학원 식품공학과 공학박사
- 1992년 10월: 미국 Cornell 대학교 대학원 식품공학과 post-doc 과정 이수

## 수상
- 1988년 12월: 농산물유통유공표창, 농림수산부장관
- 1989년 7월: 우수과제표창, 한국식품연구원 원장
- 1989년 11월: 학술진보상, 한국식품과학회 회장
- 1990년 12월: 우수연구상, 과학기술처장관
- 2002년 6월: 기술 이전 감사패, 필리핀 대통령
- 2003년 11월: 우수연구상, 대한민국 대통령
- 2004년 4월: 우수연구원상, 산업기술이사회 이사장
- 2004년 4월: 우수연구상, 한국식품연구원장
- 2005년 5월: 우수논문상, 한국과학기술단체연합회장
- 2007년 12월: 과학기술 공로훈장, 베트남 정부
- 2008년 4월: 농산물유통유공표창, 농림수산식품부장관
- 2009년 11월: 한국식품저장학회 학술상
- 2012년 12월: 국제협력 유공표창 농림수산식품부장관
- 2015년 3월: 농산물 유통유공 표창, 미얀마 정부